# Голкохвіст сивогузий
Голкохві́ст сивогузий (Rhaphidura leucopygialis) — вид серпокрильцеподібних птахів родини серпокрильцевих (Apodidae). Мешкає в Південно-Східній Азії.

## Опис
Довжина птаха становить 11 см. Забарвлення переважно темно-синювато-чорне, надхвістя і верхні покривні пера контрастно білуваті. Хвіст має квадратну форму, кінчики стернових пер на кінці являють голі стрижні, які виступають на 4 мм. У молодих птах відблиск на верхній частині тіла менш виражений, а верхні покривні пера хвоста більш короткі.

## Поширення і екологія
Сивогузі голкохвости мешкають на Малайському півострові, Суматрі, Яві, Калімантані і сусідніх островах. Вони живуть у вологих рівнинних тропічних лісах і на плантаціях, часто поблизу води. На Суматрі зустрічаються на висоті до 600 м над рівнем моря, на Яві на висоті до 1300 м над рівнем моря, на Малайському півострові на висоті до 1250 м над рівнем моря. Гніздяться в дуплах дерев на лісових галявинах або серед скель, на висоті понад 30 м над землею, однак зазвичай нижче, ніж колючкохвости і малі серпокрильці. 